# Mesothisa cinnamonea
Mesothisa cinnamonea là một loài bướm đêm trong họ Geometridae.